# Аз, проклетникът (поредица)
„Аз, проклетникът“ е компютърно анимирана медийна поредица, съсредоточен върху Гру, реформиран супер злодей (който по-късно става баща, съпруг и таен агент) и неговия жълт-цветни Миньоните. Произвежда се от Илюминейшън и се разпространява от неговата компания майка Юнивърсъл Пикчърс.
Франчайзът започна с филма от 2010 г. със същото име, който е последван от две продължения: Аз, проклетникът 2 (2013) и Аз, проклетникът 3 (2017); и две спин-оф предистории: Миньоните (2015) и предстоящият Миньоните 2 (2022). Франчайзът включва също много късометражни филми, телевизионна специална програма, няколко видео игри и атракция в тематичен парк. Франчайзът е най-касовият франчайз на анимационни филми и 15-тият най-касов филмов франчайз за всички времена, след като е спечелил над 3,7 милиарда щатски долара в световния бокс офис.

## Филми

### Аз, проклетникът (2010)
Гру е световен злодей №2, но плановете му винаги са осуетявани от световния злодей №1 – Вектор.
Докато се крие тайно в предградията, Гру живее с идиотски малки същества, приличащи на генетично преправени пуканки, наети от него да откраднат Хеопсовата Пирамида, но това не е всичко.
Гру замисля гениален план – да открадне Луната и веджъж за винаги да надмине Вектор. Злите му намеренията му обаче се застрашават от три осиротели момичета, които набелязват Гру за перфектeн баща.

### Аз, проклетникът 2 (2013)
Бившият суперзлодей Гру, който се е оттеглил от престъпния живот, за да отглежда трите си дъщери, се завръща в тази касова анимационна комедия, създадена от Illumination Entertainment.
Нещата поемат в неочаквана посока, когато той е вербуван от Антизлодейската лига, за да залови ловък престъпник, който заплашва света. С помощта на новата си приятелка Уайлд, Гру и мъничетата се отправят на едно непредсказуемо и неочаквано приключение.

### Миньоните (2015)
Малките жълти откачалки, които завладяха сърцата на зрителите в „Аз, проклетникът“ (2010) и „Аз, проклетникът 2“ (2013), се завръщат на големия екран със солов проект, който представя предисторията на тези две части.
Действието в "Миньоните" се развива 42 години преди Гру!
Миньоните са жълти оръженосци, приличащи на генетично преправени пуканки, но съществували от началото на времето - те са се развили от отделни жълти клетки до същества, които имат само една цел: да служат на най-амбициозните злодеи. Но благодарение на тромавия си маниер и въпреки добрите си намерения, те успяват да убият всекиго от тях – от динозавъра Рекс през Дракула и до Наполеон.
След като господарите им са унищожени, те решават да се изолират от света и да започнат нов живот в Антарктика. Липсата на господар обаче ги вкарва в депресия поради липсата на цел... В моментите на най-голямо отчаяние, три миньона поемат нещата в свои ръце и тръгват на мисия за намиране на зъл господар. Това са най-храбрият миньон Кевин (озвучен в оригинал от режисьора Пиер Кофен) и двама доброволци - Стюарт и Боб.
След пътешествие от Антарктика тримата се озовават в Ню Йорк, някъде през 1968 г. - но дали ще намерят най-ужасния господар там, в "Голямата Ябълка", или са обречени на гибел от мъка?
В Лондон те се озовават на конференция на злодеите, където обаче трябва да се състезават за правото да бъдат оръженосци на Скарлет Овъркил (озвучена в оригинал от Сандра Бълок) - стилна и напориста злодейка, която е решена да господства над света и и да стане първият женски суперзлодей! За това й помага нейният съпруг и изобретател - Хърб.
Една организация иска да възспре Скарлет Оверкил - тя наема Гру от "Аз, проклетникът" и тогава всички ще да запретнат ръкави, за да спасят света от самоунищожение.
Гласът на Светлана Смолева дублира Скарлет (в оригинал - с гласа на Сандра Бълок).

### Аз, проклетникът 3 (2017)
Ново продължение на приключенията на Гру и миньоните Кевин, Боб, Стюарт и останалите. Връщат се Марго, Агнес, Едит и Луси. Появява се изгубеният брат-близнак на Гру - Дру... което поражда яростно съперничество между братята.
Новият злодей е Балтазар Брат (противникът на Гру) – бивше дете-звезда, което е пораснало и се чувства обсебен от героя, който е играл през 80-те години, движи се заднешком и имитира лунната походка на Майкъл Джаксън.
Без да подозира за съществуването на своето копие, Гру - господарят на миньоните и най-проклетият сред всички проклетници - е изправен пред трудности в работата, докато се опитва да загърби живота на злодей заради момичетата и семейството си. След като (благодарение на наглото порасналото хлапе Балтазар Брат) Гру губи работата си, миньоните се отричат от него, обвинявайки го, че се е размекнал. И точно когато е в най-голяма безизходица, се появява близнакът му Дру, с когото са били разделени скоро след раждането.
Оборудвани с всевъзможни футуристични джаджи, двамата братя сформират колоритен тандем, който е готов да се изправи лице в лице с най-издирвания престъпник в света. Дали обаче Гру и Дру ще успеят да се сработят и да ни покажат колко е готино да си лош, ще се върнат ли миньоните при своя господар и ще бъде ли наказан Балтазар Брат за злодеянията си?
(дублиран на български език)
Стоян Алексиев озвучава Гру и неговия брат-близнак, а Албена Михова е властната шефка на Гру и Луси, която не търпи неуспехи на работното място - и след толкова сериозен гаф като пускането на свобода на Балтазар Брат, бързо отстранява от работа виновника.

### Миньоните 2 (2022)
Продължение на оригиналния филм от 2015 г. Вездесъщите жълти разбойници вече са по пътя към следващите си шеметни злодеяния. Историята този път е за това, как един 12-годишен „порядъчно проклет” мечтае да стане най-великия в света и в историята суперзлодей. За да постигне целта си, той може да разчита на помощта на верните си пакостливи последователи – миньоните, които няма да изневерят на стила си, първо хубавичко ще оплескат нещата и после ще оправят бъркотията. С много хумор и закачки, симпатичните герои ще бележат безвъзвратно едно емблематично и турбулентно десетилетие и за добро или за зло, ще формират света такъв, какъвто го познаваме днес.
Действието се развива през 1970-те години в предградията, където израства дванадесетгодишният Фелоний Гру. Той е фен на група изтъкнати злодеи, известна като "Порочните 6" или "Злите шест" ("Vicious 6"), и измисля план как да стане достатъчно зъл, за да се присъедини към тях. Гру крои злодеяние, което да му осигури място сред идолите му и да подсигури „проклетото“ му бъдеще. Верни помощници в това му начинание са миньоните, начело с Кевин, Стюарт, Боб и Ото (новият миньонски герой с брекети и отчаяна нужда да угажда), с които изгражда първата си злодейска бърлога, експериментира с оръжия и изпълнява първите си мисии.
Когато Порочните уволняват лидера си, легендарния боец Див Пердах (Wild Knuckles), Гру отива на интервю, за да стане най-новия им член. То обаче не минава добре - отказват да го приемат и му казват да дойде тогава, когато направи истинско злодейство... Нещата стават още по-зле, когато Гру открадва от тях магически камък и така се оказва преследван смъртен враг на върха на злото. Докато бяга, Гру получава помощ и насоки от неочакван източник – самия Див Пердах и открива, че дори и злодеите понякога се нуждаят от малко помощ.
Гру вярва, че като е откраднал нещо от най-лошите злодеи на света, бъдещето му на суперзлодей е осигурено. Но миньонът Ото е разменил камъка за... чакал с очи! Сега Гру ще потърси съдействие от самия Див джолан и ще открие, че дори лошите се нуждаят от малко помощ от своите приятели.